# 成公 (燕)
成公（せいこう、生年不詳 - 紀元前439年）は、春秋時代の燕の君主。名は載。孝公の後を受けて燕国の君主となった。在位16年。